# 디나 시하비
디나 시하비(아랍어: دينا شهابي, 영어: Dina Shihabi, 1989년 9월 22일 ~ )는 사우디아라비아의 배우로, 미국에서 활동하고 있다.

## 출연 작품

### 텔레비전
- 데어데블 (2018)
- 잭 라이언 (2018) - 하닌 술레이만 역
- 얼터드 카본 (2020)